# Bengaluru
Bengalūru (ಬೆಂಗಳೂರು în kannada, cunoscut înainte ca Bangalore) este un oraș în  India, fiind capitala statului indian Karnataka. Este localizat pe Platoul Mysore în sud-vestul statului a cărui capitală este. Are o populație de 4,5 milioane de locuitori; populația estimată a ariei metropolitane este de 6,1 milioane de locuitori (2006). Aceasta plasează orașul pe locul 3 în ceea privește numărul de locuitori și pe locul 5 dacă se ia în considerare aria metropolitană. Orașul este renumit ca un centru al informaticii indiene.
Conform unei analize publicate de Culture Trip în 2016, face parte din primele zece cele mai moderne orașe din lume.